# 海南赛爵床
海南赛爵床（学名：Calophanoides hainanensis）是爵床科杜根藤属的植物，是中国的特有植物。分布于中国大陆的海南等地，生长于海拔500米至1,300米的地区，多生长在密林下，目前尚未由人工引种栽培。
其种加词“hainanensis”意为“海南的”。
现接受名为海南爵床（Justicia hainanensis (C.Y.Wu & H.S.Lo) N.H.Xia & Y.F.Deng, 2005）。